# 1526
Năm 1526 (số La Mã: MDXXVI) là một năm thường bắt đầu vào thứ hai (liên kết sẽ hiển thị đầy đủ lịch) trong lịch Julius.

## Sự kiện

### Tháng 12
- Mạc Đăng Dung giết Lê Chiêu Tông tại phường Đông Hà.

## Mất
- Lê Chiêu Tông bị giết